# كلية الصيدلة (جامعة الإسكندرية)
كلية الصيدلة بجامعة الإسكندرية هي كلية تأسست عام 1956 وتقوم بمنح درجة البكالوريوس في العلوم الصيدلية، ودرجة الماجستير في العلوم الصيدلية، درجة دكتوراة في الصيدلة الاكلينيكية Pharm.D الموازية لدرجة الماجستير ودرجة دكتور الفلسفة في العلوم الصيدلية ودرجة دبلوم الدراسات العليا.

## تاريخ الكلية
- بدأت دراسة الصيدلة في جامعة فاروق الأول بمدينة الإسكندرية في «مدرسة الصيدلة» التي ألحقت بكلية الطب في العام الجامعي 1947 وكانت تشغل بعض مباني كلية الطب بصفة مؤقتة إلى أن أقيم لها مبنى خاصا ً أفتتح في أول أغسطس عام 1956 وكانت مدة الدراسة اربع سنوات.
- في نوفمبر عام 1956 تم تحويل مدرسة الصيدلة إلى كلية مستقلة ضمن كليات جامعة الإسكندرية وأصبحت سنوات الدراسة للحصول على البكالوريوس خمس سنوات تبدأ بسنة إعدادية.
- وتم بناء مبني جديد إلى جانب المبنى القديم لكلية الصيدلة وتم افتتاحه عام 2003 حتى يستوعب الاعداد الضخمة من الطلاب الملتحقين بالكلية.

## الموقع
- تقع بمدينة الإسكندرية بميدان الخرطوم -الأزاريطة داخل المجمع الطبى.

## الأقسام العلمية
- الكيمياء الصيدلية
- العقاقير
- الصيدلانيات
- الأقربازين
- الكيمياء التحليلية الصيدلية
- الميكروبيولوجيا الصيدلية
- الصيدلة الصناعية